# Resolutie 559 Veiligheidsraad Verenigde Naties
Resolutie 559 van de Veiligheidsraad van de Verenigde Naties was de laatste VN-Veiligheidsraadsresolutie van 1984 en werd op 14 december van dat jaar unaniem aangenomen.

## Achtergrond
Nadat in 1964 geweld was uitgebroken op Cyprus, stationeerden de VN er de UNFICYP-vredesmacht. Die vredesmacht werd sindsdien om het half jaar verlengd.

## Inhoud
De Veiligheidsraad:
- Neemt nota van het rapport van de Secretaris-Generaal over de VN-operatie in Cyprus.
- Bemerkt de aanbeveling van de Secretaris-Generaal om de vredesmacht met een periode van zes maanden te verlengen.
- Bemerkt ook het akkoord van de Cypriotische overheid voor de handhaving van de vredesmacht na 15 december 1984.
- Herbevestigt resolutie 186 (1964).

1. Verlengt de VN-vredesmacht nogmaals met een verdere periode tot 15 juni 1985.
2. Vraagt de Secretaris-Generaal zijn bemiddeling voort te zetten, de Veiligheidsraad op de hoogte te houden en tegen 31 mei 1985 te rapporteren over de uitvoering van deze resolutie.
3. Roept alle betrokken partijen op om te blijven samenwerken met de vredesmacht.

## Verwante resoluties
- Resolutie 550 Veiligheidsraad Verenigde Naties
- Resolutie 553 Veiligheidsraad Verenigde Naties
- Resolutie 565 Veiligheidsraad Verenigde Naties
- Resolutie 578 Veiligheidsraad Verenigde Naties

Lijst ·  546 ·  547 ·  548 ·  549 ·  550 ·  551 ·  552 ·  553 ·  554 ·  555 ·  556 ·  557 ·  558 ·  559